# René Thomsen
Pour les articles homonymes, voir Thomsen.
René Thomsen est un peintre et graveur français de l'École de Paris, né dans le 6e arrondissement de Paris le 20 juillet 1897, mort à Versailles le 28 juillet 1976.

## Biographie
René Thomsen est le fils d'un sculpteur ami du docteur Paul Gachet, le protecteur de Vincent van Gogh. Sa mère qui devient, divorcée, la secrétaire d'Henri Barbusse, puis de Cécile Sorel, lui fait rencontrer Théophile Steinlen. Il est élève de Louis Anquetin, une notice biographique parue en 1932 lors d'une exposition de l'École de Paris à Dallas (Texas) le donnant également élève de Fernand Cormon à l'École nationale supérieure des beaux-arts.
René Thomsen, mobilisé pendant la Première Guerre mondiale en 1917, ne s'arrête pas de dessiner et de peindre des Scènes de soldats. Un ensemble de ces dessins a longtemps fait partie de la collection du peintre et sculpteur Fernand Belmonte qui en a fait don à la mairie de Méry-sur-Marne où elle est conservée aujourd'hui. Un autre thème que Thomsen aborde à la même époque est celui des Filles de joie. En 1919, époque de grande précarité matérielle où il connait Maurice Loutreuil, Manuel Ortiz de Zarate, Jules Pascin et Amedeo Modigliani, il découvre l'Académie Colarossi avec Chaïm Soutine et Isaac Dobrinsky. 

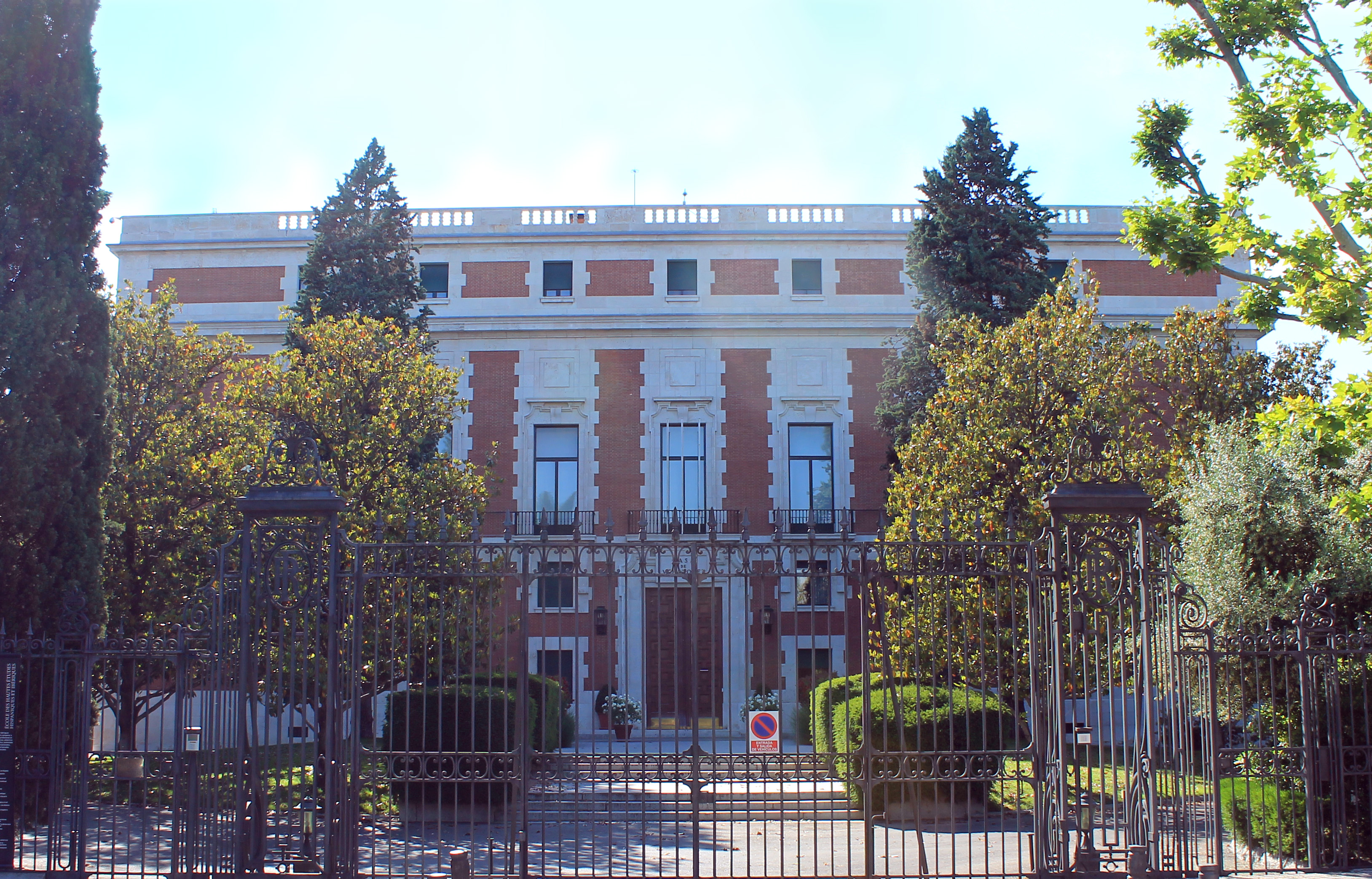
Casa de Velázquez, Madrid

Sociétaire du Salon d'automne en 1921, il reçoit les encouragements de Louis Vauxcelles, Élie Faure et Joachim Gasquet. François Fosca, en 1927, considère sa toile Le repos comme la meilleure œuvre du Salon des indépendants. En 1931-1932, René Thomsen séjourne à la Casa de Velázquez de Madrid en tant que lauréat du prix Velasquez et boursier de la ville de Paris.
Installé au 162, boulevard du Montparnasse dans le 14e arrondissement de Paris, ses paysages n'en énoncent pas moins qu'il sillonne la France de Cayeux-sur-Mer à Avignon, qu'il visite l'Espagne et le Maroc (la ville de Fès notamment). René Thomsen écrit également : on relève, signée et publiée par lui en 1968, une étude sur Édouard Manet.
René Thomsen meurt le 28 juillet 1976, quelques jours après que, à l'occasion de son soixante-dix-neuvième anniversaire, la mairie de Versailles l'ait honoré de la médaille de peinture de la ville.

## Expositions

### Expositions personnelles

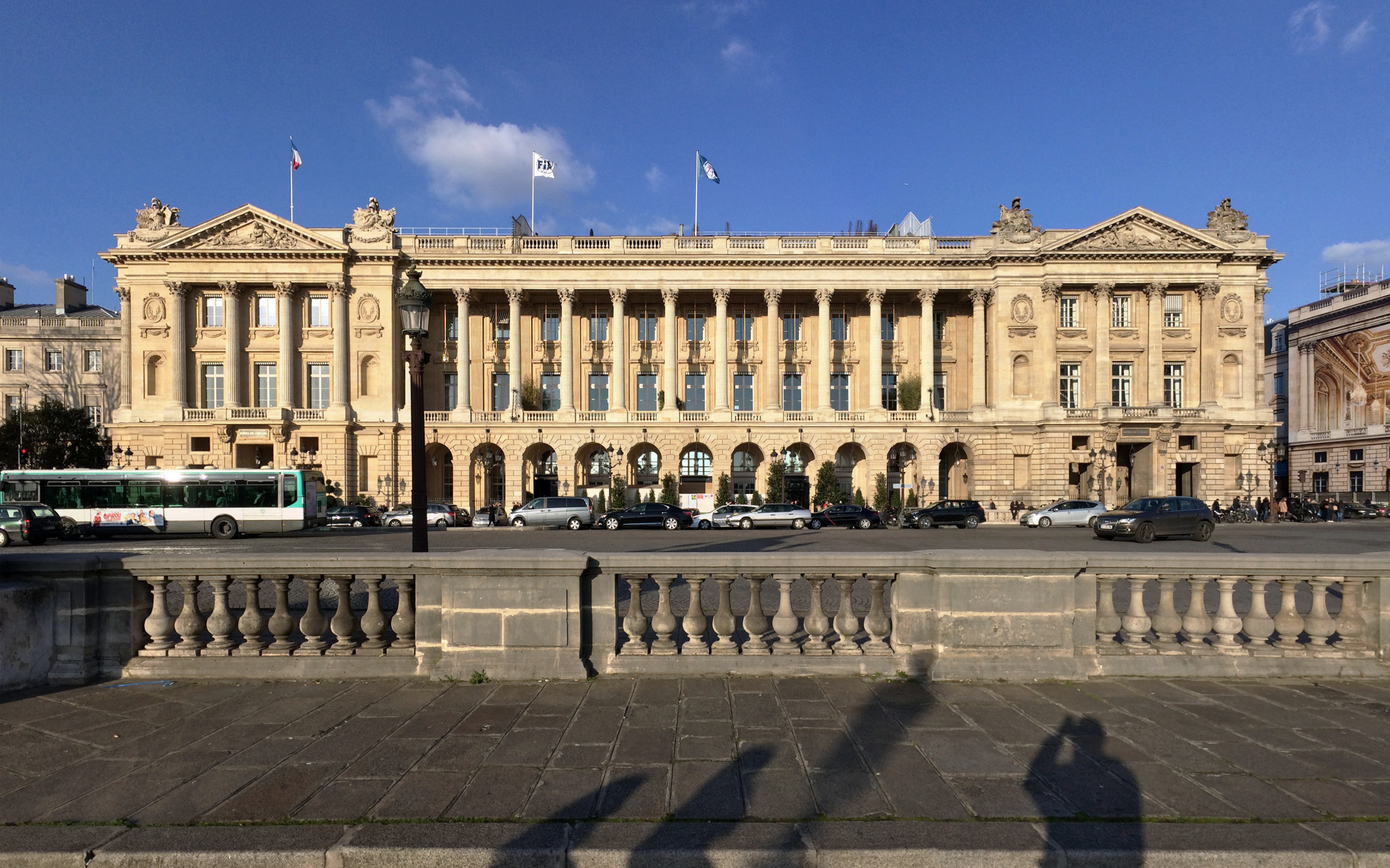
Hôtel de Crillon, Paris

- Hôtel de Crillon, Paris, avril 1922[10].
- Galerie Dru, Paris, novembre-décembre 1925[11], 1928[12].
- Galerie Druet, Paris, 1929[13].
- Galerie Marcel Bernheim, Paris, 1929, 1930[14], octobre 1933 (René Thomsen - Dix ans de peinture)[15].
- Expositions non datées, décennie 1930 : galerie Barbazance, galerie Durand-Ruel, musée des beaux-arts de Besançon.
- Guy Loudmer et Hervé Poulain, commissaires-priseurs à Paris, vente de l'atelier René Thomsen, Drouot Rive Gauche, Paris, 3 mars 1976[16].
- Rétrospective René Thomsen, galerie 6, Dijon, 1988.
- Paris-Centre (Bondu, Grandin, Mercier, commissaires-priseurs), vente de l'atelier René Thomsen, Hôtel Drouot, Paris, 9 décembre 1989[17].
- René Thomsen - Dessins sur les lieux de combats de la Première Guerre mondiale, provenant de la collection du peintre et sculpteur Fernand Belmonte, mairie de Méry-sur-Marne, novembre 2014[5].

### Expositions collectives
- Salon d'Automne, Paris, 1922[18],[19], 1927[20].
- Salon des indépendants, Paris, 1923, 1927[6].
- Salon des Tuileries, Paris, 1928[21].
- Frenschen werken - Maurice Asselin, Paul Charlemagne, Raoul Dufy, Henri Le Fauconnier, Henry Ottmann, Maurice Savreux, René Thomsen, Galerie  Hofster-Deelmann, Amsterdam, octobre-décembre 1930[22].
- * Huit aquarellistes - Maurice Asselin, Maurice Brianchon, Pierre-Eugène Clairin, Jean Launois, Albert Marquet, Jean Picart Le Doux, René Thomsen, Jules-Émile Zingg, Galerie Marcel Bernheim, Paris, février 1931[23].
- Exposition “Petites Tuileries” - quarante peintures de l'École de Paris : Maurice Asselin, André Bauchant, Charles Kvapil, Henri Lebasque, Mela Muter, Anders Osterlind, Valentine Prax, Jean Puy, Jean Souverbie, Pierre Tal-Coat, René Thomsen, Dallas Public Art Gallery (concours College Art Association), Dallas (Texas), mars-avril 1932[3].
- Salon des Tuileries, Musée d'art moderne de la ville de Paris, juin-juillet 1944, deux toiles : Liseuse en robe blanche et Le Pardo près de Madrid[8].
- Hommage à Jean Commère, René Thomsen, Franck Innocent et Marthe Orant, Centre Paul-Gauguin, Pont-Aven, 1989[24].

## Réception critique

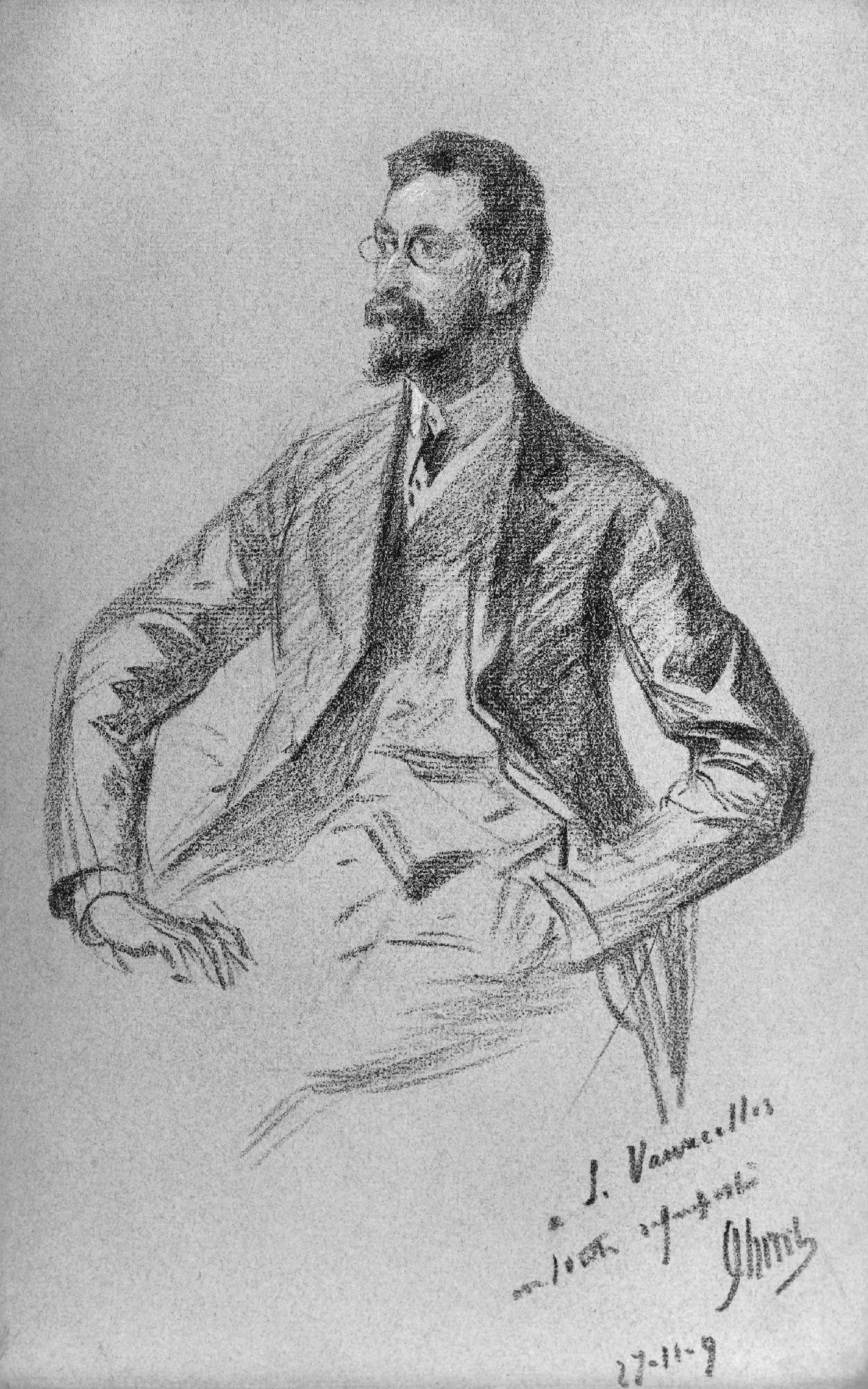
Louis Vauxcelles

- « Tempérament résolu, indépendant des influences à la mode, un être équilibré, incapable de s'embarquer sur le dernier bateau ou de sauter dans la mare à cubes parce que les moutons montparnassiens de Panurge s'y ventrouillent. Ni sous-impressionniste, ni puriste, ni surréaliste, insoucieux des écoles inutiles et éphémères, il dessine, met en place, respecte les valeurs, colore avec une force délicate, en un mot exerce sa profession avec honnêteté. » - Louis Vauxcelles, 1922[25]
- « La meilleure œuvre de ce salon : Le repos, de René Thomsen. Dédaignant les déformations, le peintre s'est attaché à rendre avec vérité ce jeune corps mince, son élégante arabesque, la façon dont il se voile d'ombre. Voilà un tableau, non une étude. Thomsen n'a rien esquiisé ; et l'on en appréciera les moindres détails, la main fine qui se détache sur le fauteuil, la petite tête enfantine… Les qualités qui le distinguent, les recherches qui le tentent : respect de la nature, passion de résoudre les problèmes de lumière plutôt que les problèmes de couleur, goût pour les harmonies sourdes plutôt que vives… » - François Fosca, 1927[6]
- « Œuvre lumineuse, tissée de reflets, et qui fait songer à Vuillard sans que pourtant Thomsen lui ait rien emprunté. » - François Fosca, 1930[14]
- « Tous ses paysages et figures sont dans une même vibration de la sensibilité, dans une même tenue sérieuse et chaude, dans un même amour de la vie et de l'art. » - Claude Chamfray, 1933[15]
- « René Thomsen s'efforce de ne rien escamoter. Il bâtit, non sans énergie, des figures d'une réelle concentration, pour s'abandonner ensuite à des paysages indiqués avec vigueur, et d'une grande liberté de facture. » - Gaston Poulain, 1934[26]
- « Le Salon d'Automne : j'aurais placé dans la salle d'honneur René Thomsen. Son Nu couché, qui se souvient de l'Olympia, est peint avec autorité. Cette composition, qui ne prétend rien casser et, d'aspect, ne fait pas "moderne", a du caractère. Un rythme simple et vrai se développe avec fierté. Une femme enfin, aux membres bien articulés, une, et qui respire ! Je me garderai bien d'oublier une eau-forte du même artiste, La femme noire couchée. Quant à la Vue d'Avignon, c'est un des meilleurs paysages du salon. » - Claude Roger-Marx, 1937[20]
- « René Thomsen : his figures are robust without being heavy. He loves colour and while he is interested in the plasticity and solidity of objects, he nevertheless retains suppleness of feeling. » - Dallas Public Art Gallery, 1932[3]
- « Des toiles de bonne compagnie, des paysages, des nus, des bouquets de fleurs aux tons intimistes d'un peintre frappé par l'intimisme de Sisley. Sur les conseils d'Élie Faure, il cultive sa personnalité tout en butinant chez ses grands aînés. » - Gérald Schurr, 1980[27]

## Récompenses
- Prix Velasquez, 1930 ou 1931.
- Médaille de peinture de la ville de Versailles, 1976.

## Œuvres dans les collections publiques

### Algérie
- Oran, musée national Zabana, Portrait de femme âgée, peinture 56x48cm, vers 1936 (dépôt du Centre national des arts plastiques)[28].

### France
- Ajaccio, musée Fesch, Vue de village dans le sud algérien, huile sur toile 60x92cm, vers 1939 (dépôt du Centre national des arts plastiques)[29].
- Albi, musée Toulouse-Lautrec, dépôts du Centre national des arts plastiques[2] :
  - Saint-Étienne-sous-Bailleul, huile sur toile 65x92cm, 1937[30] ;
  - Jeune fille lisant, huile sur toile 88x80cm, 1938[31].
- Argenton-sur-Creuse, mairie : Les Champs à Auvers-sur-Oise, huile sur toile 60x81cm, 1947 (dépôt du Centre national des arts plastiques)[32].
- Bagnols-sur-Cèze, musée Albert-André : Rue à L'Isle-Adam, huile sur toile[33].
- Le Havre, musée d'art moderne André-Malraux[2].
- Libourne, musée des Beaux-Arts, Petite fille à la robe verte, huile sur toile 61x46cm, 1947 (dépôt du Centre national des arts plastiques)[34].
- Méry-sur-Marne, mairie : fonds de dessins de René Thomsen sur les lieux de combats de la Première Guerre mondiale, don à la ville du peintre et sculpteur Fernand Belmonte (1897-1981)[4].
- Papeete, Haut-commissariat de la République en Polynésie française, Maison à Clamart, huile sur toile 50x45cm, vers 1921 (dépôt du Centre national des arts plastiques)[35].
- Paris :
  - collège Mozart, rue Jomard, fresque.
  - École supérieure de guerre, Paysage, peinture 54x65cm, vers 1946 (dépôt du Centre national des arts plastiques)[36].
  - Ministère des affaires étrangères, La Princesse Clémentine, huile sur toile, vers 1936 (dépôt du Centre national des arts plastiques)[37].
  - musée du Louvre : Vue de la salle Michel-Ange au Louvre lors de l'inauguration des nouvelles salles de sculptures par le Président Albert Lebrun en 1933, huile sur toile[38].
  - musée d'art moderne de la ville de Paris : Villeneuve-lez-Avignon, huile sur toile[2].
  - musée national d'art moderne :
    - La Cathédrale de Salamanque, huile sur toile 46x55cm, 1932[39] ;
    - Voulx à travers les pommiers, huile sur toile 60x81cm, 1928[40].

  - Petit Palais : esquisse pour la fresque de l'école de la rue Jomard.
- Pontoise, musée Tavet-Delacour, Entrée de Parmain, huile sur toile 75x96cm, 1937 (dépôt du Centre national des arts plastiques)[41].
- Puteaux, Fonds national d'art contemporain, Vue de Fez, huile sur toile 73x92cm, 1941[42].
- Rouen, bibliothèque municipale : La Maison de Gustave Flaubert à Croisset, huile sur toile[43].
- Toulon, préfecture maritime : Portrait du duc de Vivonne.
- Versailles, Établissement public du château, du musée et du domaine national de Versailles, Funérailles de Paul Painlevé, président du Conseil, 4 novembre 1933, huile sur toile 81x100cm, 1933 (dépôt du Centre national des arts plastiques)[44].

### Roumanie
- Bucarest, ambassade de France, Paysage de Charenton-le-Pont, huile sur toile 50x61cm, 1947 (dépôt du Centre national des arts plastiques)[45].

## Collections privées
- Ancienne collection Albert André[16].
- Ancienne collection Georges d'Espagnat[16].
- Ancienne collection Henry de Waroquier[16].
- Locarno, collection de l'hôtel Belvedere[46].